# 外居碘泡虫
外居碘泡虫（学名：Myxobolus ectopicus）为碘泡科碘泡虫属的动物。在中国，分布于湖北等，营寄生生活，寄生在鲤的膀胱。